# Kaloriunderskott
Kaloriunderskott betyder att man tar in färre kalorier än man gör av med. Framförallt används uttrycket när man vill gå ner i vikt, då ett sådant resultat kräver att man intar mindre energi än man gör av med. Motsatsen till kaloriunderskott är kaloriöverskott, där man tar in mer energi än kroppen gör av med och därmed lagrar energin i form av fett och/eller muskler. 
Många moderna dieter innebär att man reducerar sin konsumtion av mat, vilket i sin tur leder till kaloriunderskott och viktnedgång. Det är rekommenderat att rådfråga läkare innan man äter en kost vars syfte är kaloriunderskott. Näringsbrist kan leda till försämrad ämnesomsättning, lägre bentäthet och en rubbad hormonbalans.
Livsmedelsverket rekommenderar att kvinnor mellan 18 och 30 får i sig runt 2 300 kcal per dag. Män i samma ålder rekommenderas ett intag kring 2 800 kcal.